# Hilda Forsslund
Hilda Forsslund, född Hilda Auguste Wilhelmina von Lühman 11 juli 1846 i Norrköping, död 1931, var en svensk skådespelare.
Hilda Forsslund debuterade 1863 i Lars Erik Elfforss' sällskap på Malmö teater som Margareta Sture i Kung Märta. Hon var därefter under närmare 50 års teaterbana knuten till de flesta av Sveriges större teatersällskap, bland annat 1887–1889 till William Engelbrecht, 1891–1898 till Hjalmar Selander, 1898–1902 till Emil von der Osten, 1902–1907 till Håkansson-Svennberg-turnén, 1907–1908 till Axel Hultman och 1909–1911 till Albert Ranfts dramatiska sällskap. I Stockholm uppträdde hon bara på Södra teatern och Ladugårdslandsteatern 1872–1873 och på Mindre teatern 1875–1876. Forsslund var engagerad i Hugo Rönnblads sällskap 1902–1903 samt vid Stora Teatern i Göteborg. Hon filmdebuterade 1915 i Arvid Englinds Patriks äventyr och kom att medverka i totalt fyra filmer fram till och med 1924.
Hon var gift med skådespelaren Richard Forsslund.

## Filmografi
- 1915 – Patriks äventyr
- 1921 – En lyckoriddare
- 1922 – Det omringade huset
- 1924 – Gösta Berlings saga